# Liste du patrimoine immobilier classé de Froidchapelle
Cette page regroupe l'ensemble du patrimoine immobilier classé de la ville belge de Froidchapelle.
| Objet | Année de construction / Architecte | Adresse              | Section communale | Coordonnées                      | Numéro d’inventaire | Illustration |
| --- | ---------------------------------- | -------------------- | ----------------- | -------------------------------- | ------------------- | --- |
| Château-ferme de Vergnies : quadrilatère principal, porche d'entrée et bâtiment joignant ce porche au logis (façades et toitures), route de Renlies, n°1 |                                    | Route de Renlies n°1 | Vergnies          | 50° 11′ 57″ nord, 4° 18′ 06″ est | 56029-CLT-0001-01   | Château-ferme de Vergnies : quadrilatère principal, porche d'entrée et bâtiment joignant ce porche au logis (façades et toitures), route de Renlies, n°1 |
| L'église Saint-Martin |                                    |                      | Vergnies          | 50° 11′ 56″ nord, 4° 18′ 20″ est | 56029-CLT-0002-01   | L'église Saint-Martin |
| Château-ferme de Septanes: corps de logis (façades et toitures), Septanne, n°1                                                                           |                                    | Septanne, n°1        |                   | 50° 13′ 02″ nord, 4° 20′ 22″ est | 56029-CLT-0003-01   | Image manquanteTéléverser |